# 泰國匯商銀行
泰國匯商銀行（皇家轉寫：Thanakhan Thai Phanit，SCB），泰國首家商業銀行，总部位于曼谷乍都節縣，有泰国王室背景。截至2013年，泰國境內有九百多间分行，並在北京、上海、香港、新加坡、寮國设有分支机构，有二萬多名員工。柬埔寨匯商銀行為旗下子行。

## 历史

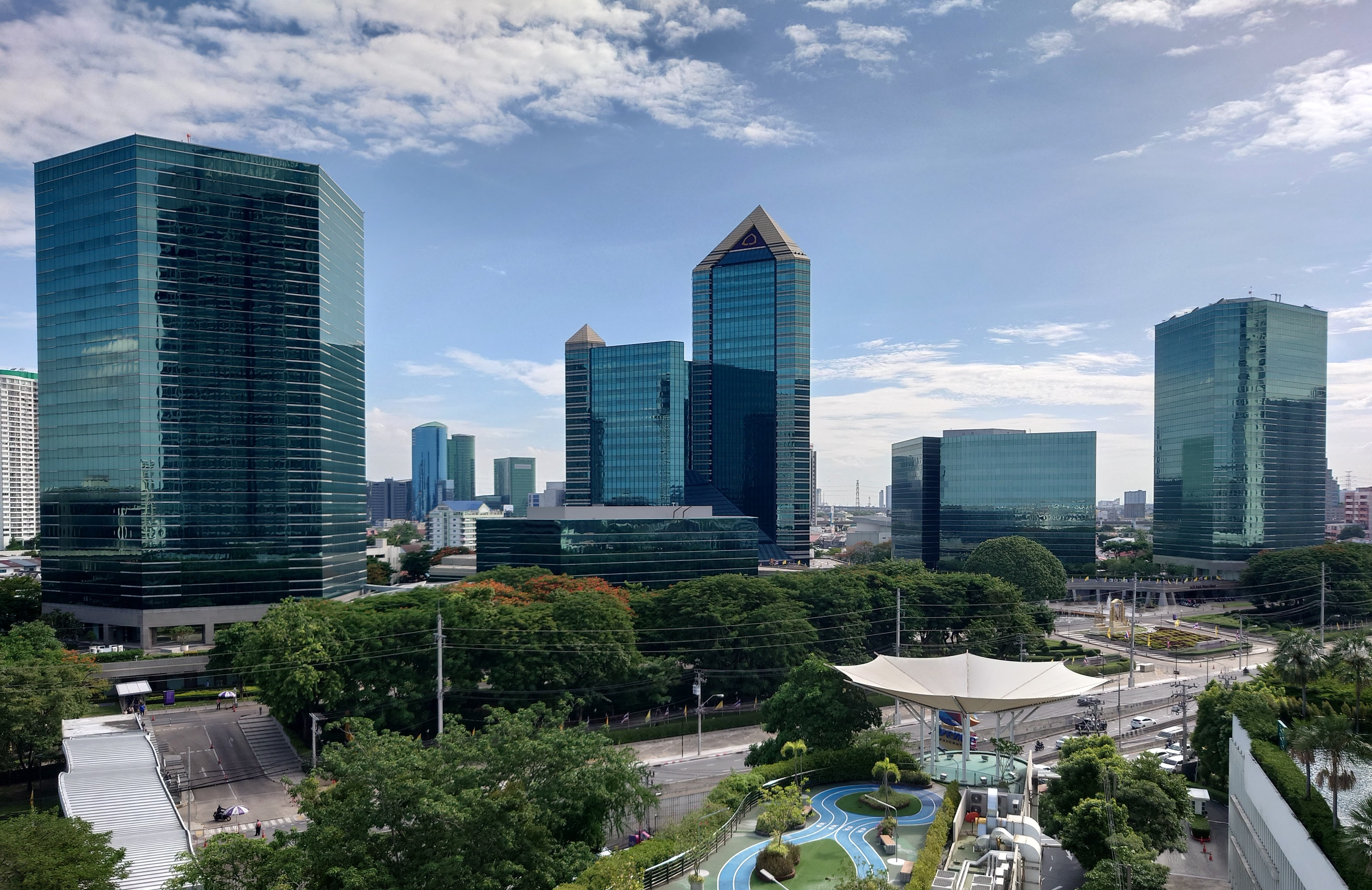
總部位於SCB Park Plaza

创办于泰王拉瑪五世统治时期。银行在1904年时稱为書務局（ Buk Khlap），汉字音译为武阁银行，设在万茂路。1907年，正式成立暹罗匯商銀行（ Baeng Sayam Kammachon），总部设在哒叻仔。1911年，获颁泰国王家认证。
1983年，泰国匯商银行在泰国引入自動櫃員機，是最早引入ATM的银行机构。1993年，在泰国证券交易所上市。1996年，迁入曼谷乍都节县的新总部匯商銀行廣場，并设立泰国银行博物馆。
2019年7月1日，富衛以30億美元927億泰銖（約236.8億港元）及其他額外收益收購泰國匯商銀行旗下人壽保險公司（SCB Life）全部股權，同時訂立為期15年獨家分銷協議，將向其泰國客戶分銷富衛人壽保險產品。
2022年，泰国汇商银行（SCB）将全部股份转让给新成立的控股公司SCB X，为SCB集团成员。泰国国王玛哈·哇集拉隆功为最大股东，持股份额23.58%。

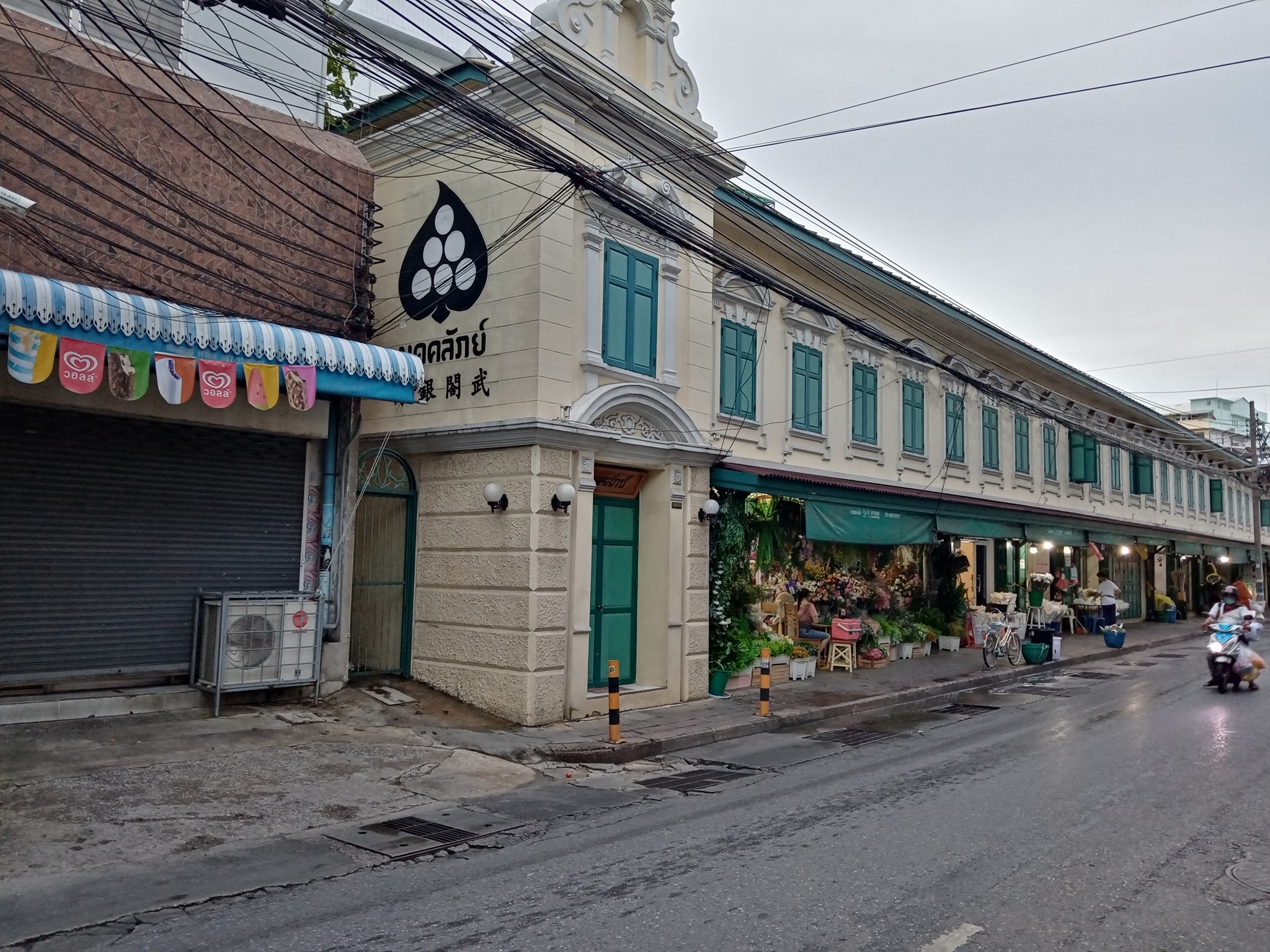
万茂路武阁银行，泰國匯商銀行前身
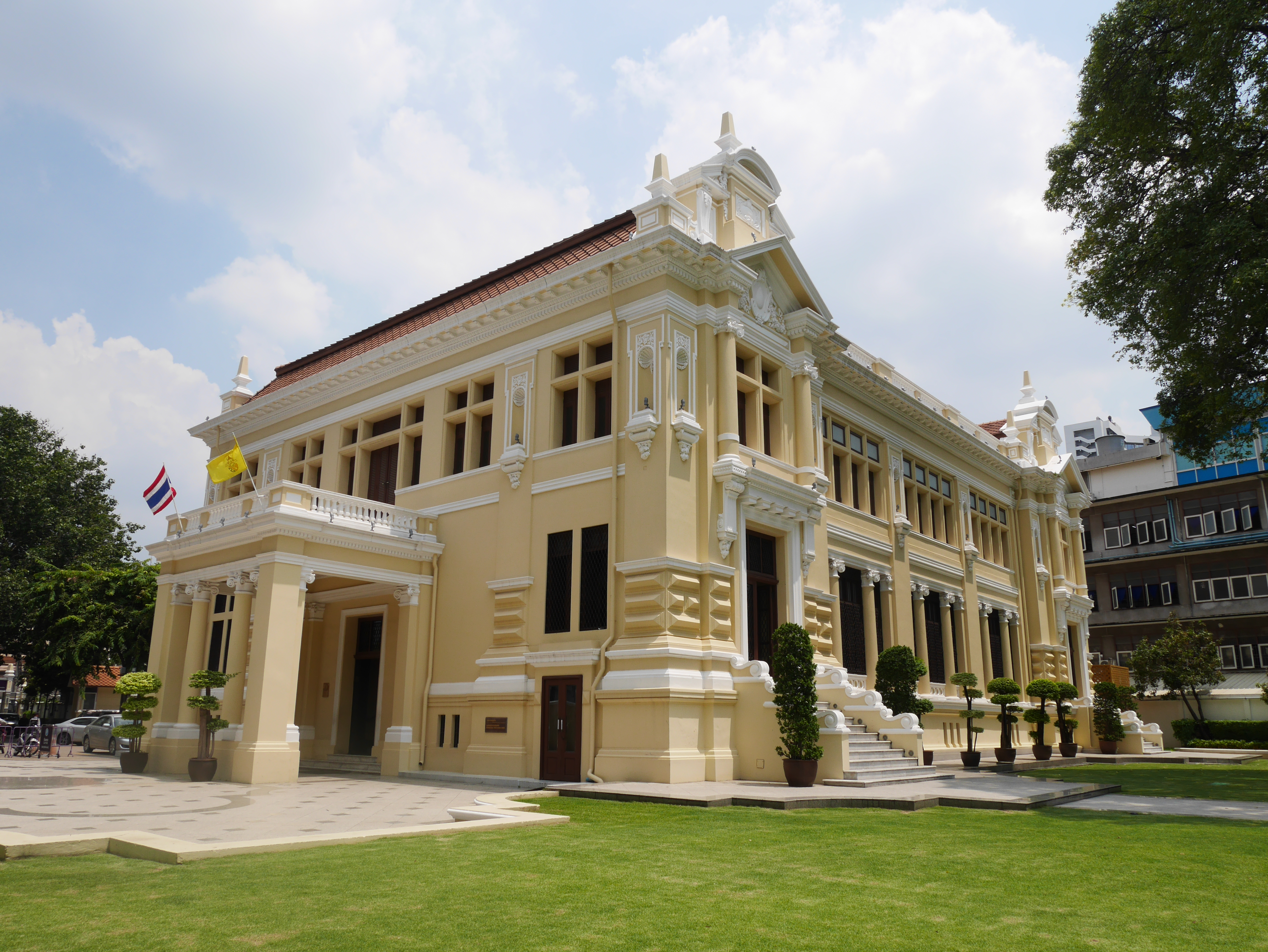
哒叻仔分行（英语：Siam Commercial Bank, Talat Noi Branch），首个永久办公地
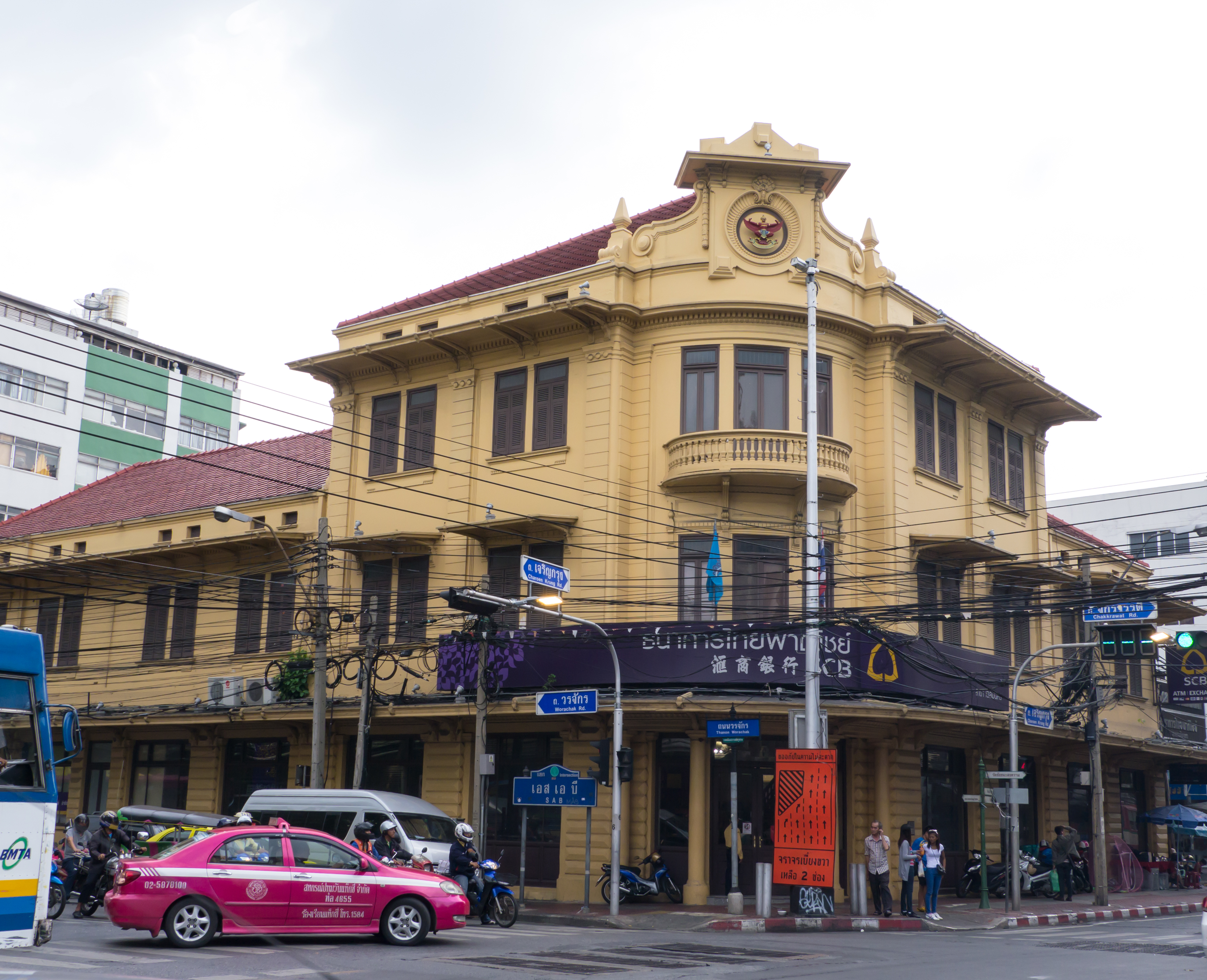
石龙军路S.E.C.大楼